# 集贤县
集贤县是黑龙江省双鸭山市下辖的一个县。县人民政府驻福利镇繁榮街65號。

## 历史
1946年6月，中共政权合江省政府以富锦县第四、五区置县，以驻地集贤镇得名。1954年，苏联政府援建中国一个大型谷物农场。中国政府选址于集贤县三道岗地区（今友谊县凤岗镇），即国营友谊农场。后行政区划历经调整，拆分出友谊县。

## 人口
根據第七次人口普查數據，截至2020年11月1日零時，集賢縣常住人口為243945人。

## 行政区划
下辖5个镇、3个乡、12个类似乡级单位：
福利镇、集贤镇、升昌镇、丰乐镇、太平镇、腰屯乡、兴安乡、永安乡、太平林场、丰乐林场、七星林场、峻山林场、爱林林场、腰屯林场、升平煤矿、黑龙江省双鸭山监狱、二九一农场、良种场、种畜场和果树示范场。

## 交通
- 221国道过境。

## 特产
板子房西瓜：中国地理标志产品。